# Hannah Sieh
Hannah Sieh (* 1982 in Rendsburg) ist eine deutsche Schauspielerin und Synchronsprecherin.

## Leben
Ihre Ausbildung zur Schauspielerin absolvierte Hannah Sieh von 2003 bis 2006 an der Schule für Schauspiel in Hamburg. Erste Gastengagements führten sie an verschiedene Bühnen in Hamburg, unter anderem an das St. Pauli Theater, sowie zum Anhaltischen Theater in Dessau. Ein erstes Festengagement erhielt sie 2008 am Landestheater Eisenach/Staatstheater Meiningen. Von 2015 bis 2017 war sie fest am Wolfgang Borchert Theater in Münster engagiert. Als freie Schauspielerin spielte sie als Gast unter anderem am Ernst Deutsch Theater und im Nachtasyl des Thalia Theaters in Hamburg, bei den  Kreuzgangspielen Feuchtwangen, am Theater Duisburg und am Theater Plauen-Zwickau. Darüber hinaus wirkte sie bei diversen Filmproduktionen mit. Von 2021 bis 2023 war sie festes Ensemblemitglied an der Landesbühne Niedersachsen Nord in Wilhelmshaven.
Im Jahre 2015 wurde Hannah Sieh mit dem Kreuzgangpreis Feuchtwangen für herausragende schauspielerische Leistungen in der Molière-Komödie Der eingebildete Kranke (Regie: Meinhard Zanger) ausgezeichnet, und im Jahre 2016 erhielt Was ihr wollt von William Shakespeare, eine Produktion des Wolfgang Borchert Theater, Münster (Regie: Meinhard Zanger), in der Hannah Sieh mitwirkte, den Monica-Bleibtreu-Preis in der Kategorie Komödie.
Frau Sieh lebt in Hamburg und in Wilhelmshaven.

## Theater (Auswahl)
- 2006: Die kleine Hexe, Regie: Dagmar Leding[6]
- 2007: Ein Sommernachtstraum, Regie: Dagny Schüler[6]
- 2008: Was heißt hier Liebe, Regie: Ansgar Haag[6]
- 2008: Die Ratten, Regie: Heike Skiba[7]
- 2009: The Black Rider, Regie: Gabriel Diaz[6]
- 2009: Nathan der Weise, Regie: Thomas Lange[6]
- 2010: Leonce und Lena, Regie: Sebastian Wirnitzer[6]
- 2010: Hermes in der Stadt, Regie: Torsten Blume/Tomasz Kajdanski[6]
- 2011: 20.000 Meilen unter dem Meer, Regie: Thomas Fiedler[8]
- 2011/2012: Egmont, Regie: Rudolf Frey[9]
- 2012: Der kleine Vampir und die große Liebe, Regie: Wolf-Dietrich Sprenger[6]
- 2013: Die Ware Mensch, Regie: Heike Skiba[10]
- 2014: Heidi, Regie: Ulrich Meyer-Horsch[6]
- 2014: Cabaret, Regie: Johannes Kaetzler[11]
- 2014: Heute bin ich blond, Regie: Wolf-Dietrich Sprenger[6]
- 2014: Die Bakchen, Regie: Luisa Taraz[6]
- 2015: Der eingebildet Kranke, Regie: Meinhard Zanger[6]
- 2015: Am Boden (Grounded), Regie: Meinhard Zanger[12]
- 2015: Was ihr wollt, Regie: Meinhard Zanger[13]
- 2016: Lehman Brothers, Regie: Tanja Weidner[14]
- 2016: Kabale und Liebe, Regie: Tanja Weidner[15]
- 2016: Zurück auf Anfang, Regie: Meinhard Zanger[6]
- 2016: Ich habe Bryan Adams geschreddert, Regie: Olaf Strieb[16]
- 2016: Die Wunderübung, Regie: Judith Kunert[15]
- 2016: Er ist wieder da, Regie: Kathrin Sievers[15]
- 2017: Mr. Pilks Irrenhaus, Regie: Sven Heiss[15]
- 2017: Das neue Jerusalem, Regie: Meinhard Zanger[6]
- 2017: Endstation Sehnsucht, Regie: Uwe Cramer[17]
- 2018: Am Boden, Regie: Meinhard Zanger[15]
- 2018: Pinocchio, Regie: Rike Reiniger[18]
- 2019: Terror, Regie: Meinhard Zanger[15]
- 2019: Fabian, Regie: Tim Egloff[19]
- 2021: Der goldne Topf, Regie: Robert Teufel[20]
- 2021: Mord im Orientexpress, Regie: Robert Teufel[21]
- 2022: Der Fiskus, Regie: Marie-Sophie Dudzic[22]
- 2022: Hase Hase. Regie: Robert Teufel[23]
- 2022: Gespenster, Regie: Jochen Strauch[24]
- 2022: Corpus Delicti. Regie: Marie-Sophie Dudzic[25]
- 2022: Der Untertan. Regie: Gernot Plass[26]
- 2023: X. Regie: Maximilian J. Schuster[27]
- 2023: Der kaukasische Kreidekreis. Regie: Sascha Bunge[28]
- 2024: Maria Stuart. Regie: Tim Egloff[29]
- 2024: The Party. Regie: Jochen Strauch[30]
- 2024: Bühnenbeschimpfung. Regie: Daniel Kunze[31]
- 2025: Nachtland. Regie:  Maximilian J. Schuster[32]
- 2025: State of the Union. Eine Ehe in zehn Sitzungen. Regie: Nicola Bremer[33]

## Filmographie (Auswahl)
- 2005: Warten, Regie: Nina Zyche
- 2005: Der kurze Sommer, Regie: Janne Jürgensen
- 2005: Das Gewölbe Monas, Regie: Janne Jürgensen
- 2007: Schwarze Seele, Regie: Oliver Kracht
- 2008: Wir lieben Kino, Regie: Jan Krüger
- 2008: Parallel, Regie: Oliver Kracht
- 2010: Schloss Einstein, Regie: Sabine Landgraeber
- 2012: Die Königin der Blaubeeren, Regie: Janne Jürgensen
- 2015: The Queen, Regie: Volker Schmidt-Sondermann
- 2020: Kopfbahnhof (AT), Regie: Maximilian Mundt/David Hugo Schmitz
- 2023: Wir gehen nicht, Regie: Janne Jürgensen[34]